# Phyllodactylus apricus
Phyllodactylus apricus är en ödleart som beskrevs av  Dixon 1966. Phyllodactylus apricus ingår i släktet Phyllodactylus och familjen geckoödlor. Inga underarter finns listade i Catalogue of Life.